# مجموعه نچ
مجموعه نچ مربوط به دوره قاجار است و در شهرستان نور، بخش بلده، روستای نچ واقع شده و این اثر در تاریخ ۱۱ شهریور ۱۳۸۲ با شمارهٔ ثبت ۹۹۴۵ به‌عنوان یکی از آثار ملی ایران به ثبت رسیده است.